# Sepia typica
Sepia typica е вид главоного от семейство Sepiidae. Видът не е застрашен от изчезване.

## Разпространение и местообитание
Разпространен е в Мозамбик и Южна Африка (Западен Кейп, Източен Кейп и Квазулу-Натал).
Среща се на дълбочина от 3,7 до 561 m, при температура на водата от 6,4 до 17,3 °C и соленост 34,4 – 35,3 ‰.